# Abadia de São Galo
A Abadia de São Galo (em alemão: Fürstabtei St. Gallen ou Abtei St. Gallen), em português também designada Mosteiro de São Galo e Convento de São Galo, foi, durante um longo período da Idade Média, uma das principais abadias beneditinas da Europa. Está localizada na cidade de São Galo, Suíça.
O mosteiro foi fundado em 612, e foi nomeado em honra de São Galo, santo irlandês, companheiro e discípulo de São Columbano, e que aqui morreu em 646. Carlos Martel estabeleceu aí Othmar como guardião das relíquias do santo. Durante o reinado de Pepino, o Breve, Othmar fundaria aí a célebre escola de São Galo, que se tornaria num centro de desenvolvimento e difusão das artes, literatura e ciência. Foi também responsável pela cópia de manuscritos, onde participaram também monges irlandeses e anglo-saxões, de forma a reunir uma biblioteca apreciável. O estabelecimento foi também um dos locais onde o canto gregoriano mais se desenvolveu, depois do pedido de Carlos Magno, ao Papa Adriano I para que enviasse alguns cantores distintos de Roma, no que foi bem-sucedido.
O convento de São Galo (abadia e biblioteca) foi nomeado, em 1983, como Património Mundial da UNESCO, pela sua importância histórica e civilizacional, desde o momento em que foi construído, no século VIII, até à sua secularização em 1805.
A sua biblioteca é, de facto, reconhecida como uma das mais ricas e antigas do mundo, dispondo da maior colecção de livros do início da Idade Média, na parte germânica da Europa. Contém cerca de 160 mil livros, dos quais 2 200 são manuscritos e 500 têm mais de mil anos.
Entre os seus manuscritos encontra-se o famoso documento medieval conhecido como Planta de São Galo, ainda que o mosteiro aí descrito não seja, provavelmente, a abadia de São Galo, mas uma proposta ideal do que deveria ser um mosteiro adequadamente desenhado e projectado, tal como terá sido deliberado num dos sínodos realizados em Aachen, com vista à reforma monástica no Império Franco durante os primeiros anos do reinado de Luís I, o Piedoso, entre 814 e 817.
Entre 924 e 933, os hunos atacaram a abadia e os livros da biblioteca foram removidos para a abadia da ilha de Reichenau, no lago de Constança, onde ficaram em segurança até a maioria ser devolvida à sua procedência.
No século XIII, a abadia e a cidade tornaram-se um principado independente, em que os abades governavam como soberanos territoriais, e como pares dos príncipes do Sacro Império Romano.
Sob o governo do Abade Pio (de 1630 a 1674), a abadia instalou uma impressora. Em 1712, o convento sofreu uma pilhagem por parte dos suíços, que levaram grande parte dos livros e manuscritos para Zurique e Berna. Depois de várias vicissitudes, tornou-se sede administrativa e episcopal do cantão.
Hoje em dia, a biblioteca está envolvida num projecto para a digitalização da sua rara colecção de manuscritos medievais.